# Волоконовка (Кантемирівський район)
Волоконовка (рос. Волоконовка) — село Кантемирівського району Воронезької області. Входить до складу Бондарівського сільського поселення.
Населення становить 638 осіб за переписом 2010 року (317 чоловічої статі та 321 — жіночої).
Неподалік від села розташований пункт пропуску на кордоні з Україною Новобіла—Новобіла.

## Історія
За даними 1859 року на казенному хуторі Волоконський (Нововолоконськ, Андрюшківка, Андрюшівка) Богучарського повіту Воронізької губернії мешкало 916 осіб (451 чоловічої статі та 465 — жіночої), налічувалось 119 дворових господарств.
Станом на 1886 рік у колишній державній слободі Волоконська (Андрюшківка) Ново-Білянської волості мешкало 1155 осіб, налічувалось 147 дворових господарств, існувала православна церква, 12 вітряних млинів.
За переписом 1897 року кількість мешканців зросла до 1278 осіб (630 чоловічої статі та 648 — жіночої), з яких всі — православної віри.
За даними 1900 року у слободі мешкало 1283 особи (659 чоловічої статі та 624 — жіночої) переважно українського населення, налічувалось 178 дворових господарств, існували православна церква, земська школа, 3 дріб'язкові й винна лавки.